# Giuseppe Biondi
Giuseppe Biondi (Rivarolo, 13 dicembre 1907 – 19 febbraio 1976) è stato un calciatore italiano, di ruolo terzino.

## Carriera
Giocò una stagione in Serie A nel Livorno.

## Palmarès

### Club

#### Competizioni nazionali
- Serie B: 1

Livorno: 1932-1933